# Kaltenborn (Bad Salzungen)
Kaltenborn is een dorp in de Duitse gemeente Bad Salzungen in het Wartburgkreis in Thüringen. Het dorp wordt voor het eerst genoemd in 1323. In 1973 wordt Kaltenborn toegevoegd aan de stad.  